# Plaza de toros de Acho
Plaza de Toros de Acho là trường đấu bò hàng đầu ở Lima, Peru. Nằm bên cạnh trung tâm lịch sử của Quận Rímac, quảng trường được xếp hạng là di tích lịch sử quốc gia. Đây là trường đấu bò lâu đời nhất ở châu Mỹ và lâu đời thứ hai trên thế giới sau La Maestranza ở Tây Ban Nha (không tính Nhà hát vòng tròn Arles thời Đế chế La Mã ở Pháp). Nó mở cửa vào ngày 30 tháng 1 năm 1766.

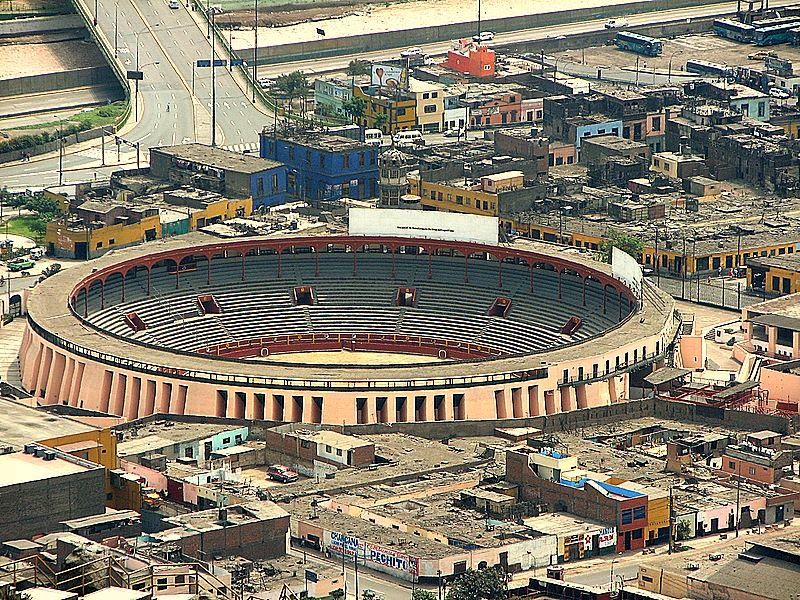
Toàn cảnh Plaza de toros de Acho

Trong số 56 trường đấu bò chính thức ở Peru, Plaza de Acho xếp hạng nổi bật nhất. Nó có sức chứa 13.700 chỗ ngồi và được xây dựng bằng gạch sống và gỗ, cả hai vật liệu truyền thống.

## Lịch sử
Năm 1765, Agustín Hipólito de Landaburu xin phép xây dựng công trình mà ông gọi là "một quảng trường cố định cho các cuộc đấu bò" sẽ diễn ra ở Lima trong lễ kỷ niệm Carnival của thành phố. Quảng trường sẽ được xây dựng ở quận Rímac tại địa điểm đã từng sử dụng cho vài cuộc đấu bò tạm thời kể từ năm 1754. Địa điểm này được gọi là "el Hacho", trong tiếng Quechua có nghĩa là "nơi trên cao với tầm nhìn ra biển." Xây dựng quảng trường chính thức bắt đầu vào ngày 30 tháng 1 năm 1766.:72

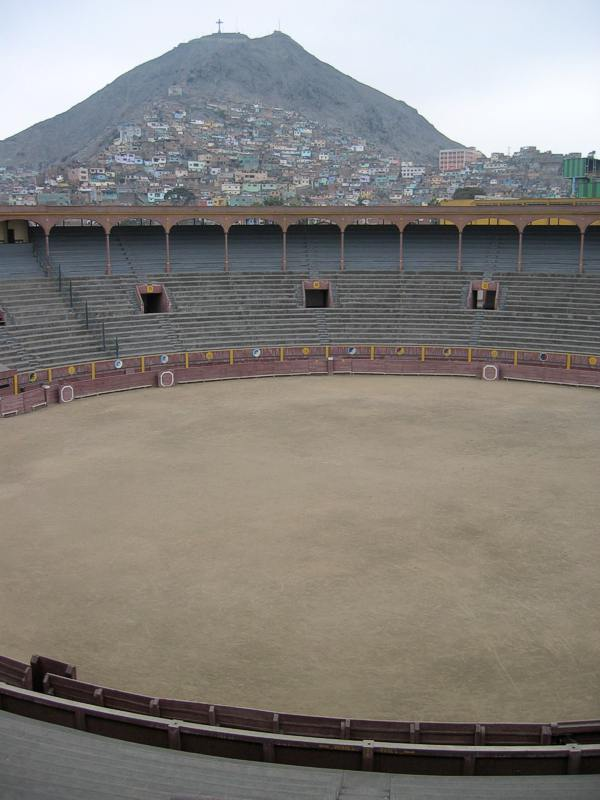
Plaza de Acho

Lễ khánh thành diễn ra vào ngày 30 tháng 1 năm 1766. Giới thiệu võ sĩ đấu bò Pisí, Maestro de España và Gallipavo. Con bò đực đầu tiên bị giết ở quảng trường là một con vật màu trắng được gọi là "El Albañil," mang nghĩa Thợ nề.:73
Trong suốt thời gian tồn tại, doanh thu từ Plaza de Acho đã được chỉ định cho ban tổ chức các cuộc đấu khác nhau. Một ngoại lệ đối là trong kháng chiến giành độc lập khỏi Tây Ban Nha: từ năm 1821 đến 1826, tất cả tiền thu được từ quảng trường đều được chuyển cho quân giải phóng.:87
Quảng trường đã được tu sửa lại một lần, vào năm 1944, do điều kiện xuống cấp.:218–219 Mặc dù công trình thường được xem là thành công trong việc giữ lại những đặc điểm được yêu thích, nhưng ít nhất một người viết đã than phiền về sự "xuống cấp" của quảng trường cũ: " Trang trọng, im lặng và mục nát - giống như những nữ diễn viên già cả gánh nặng vinh quang và danh vọng năm xưa - Plaza de Toros de Lima cũ đã sụp đổ.":219
Kể từ khi mở cửa, Plaza de Acho đã tổ chức nhiều cuộc đấu bò tót hoặc đấu sĩ nổi tiếng, bao gồm Juan Belmonte, Manuel Rodríguez 'Manolete', Luis Miguel Domínguez 'Dominguín' và Manuel Benítez 'El Cordobés'.

## Ngày nay

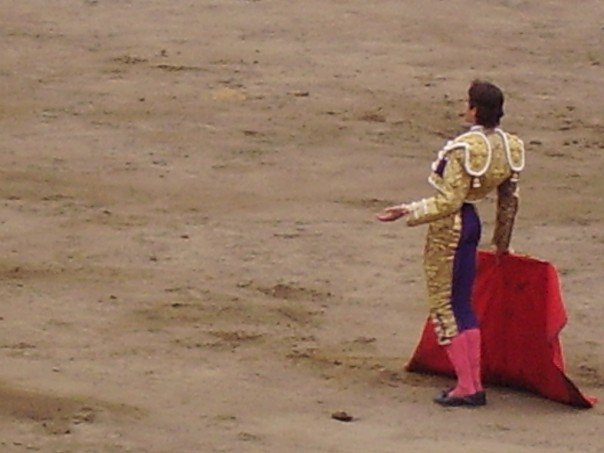
Sebastian Castella tại Acho, 2008

Hội chợ đấu bò được tổ chức để tôn vinh lễ hội Señor de los Milagros hàng năm diễn ra tại quảng trường vào các ngày từ Chủ Nhật xuyên suốt tháng Mười và tháng Mười Một. Trong thời gian diễn ra hội chợ, Lima mang đến một số tài năng được ca ngợi nhất thế giới (hội chợ cho năm 2019 gồm có Andrés Roca Rey, Sebastian Castella và Jose Mari Manzanares) Người đấu bò xuất sắc nhất năm được trao giải Escapulario de Oro (Vai vàng), trong khi giải Vai bạc "Escapulario de Plata" thuộc về nhà cung cấp con bò đực tốt nhất. Đôi khi một trong hai hoặc cả hai có thể không được trao thưởng.